# Przybycie tytanów
Przybycie tytanów (wł. Arrivano i titani, franc. Les Titans) – włosko-francuski film komediowy miecza i sandałów z 1962 roku w reżyserii Duccio Tessariego, stanowiący parodię ówczesnych włoskich filmów z gatunku peplum.

## Obsada
- Pedro Armendáriz – Kadmos
- Emilio Cigoli – Kadmos (głos)
- Giuliano Gemma – Krios
- Cesare Barbetti – Krios (głos)
- Antonella Lualdi – Hermiona
- Rita Savagnone – Hermiona (głos)
- Jacqueline Sassard – Antiope
- Maria Pia Di Meo – Antiope (głos)
- Serge Nubret – Rator
- Pino Locchi – Rator (głos)
- Gérard Sety – Achilles
- Tanya Lopert – Licinia
- Fiorella Betti – Licinia (głos)
- Ingrid Schoeller – Emerata
- Rosetta Calavetta – Emerata (głos)
- Franco Lantieri – Tarete
- Isarco Ravaioli – Centinela
- Fernando Rey – arcykapłan
- Monica Berger – Sisera
- Ileana Grimaldi – Lawinia
- Luisa Rispoli – Marcja
- Erika Spaggiari – Dejanira
- Isarco Ravaioli – kapitan straży
- Carlo Romano – kapitan straży (głos)

## Premiera
Przybycie tytanów miało premierę we Włoszech 4 maja 1962 roku. We Francji z kolei został wydany 31 sierpnia 1962 roku.
Polska premiera odbyła się we wrześniu 1965 roku i była dystrybuowana z dokumentem Gruźlica ciągle groźna produkcji WFO.

## Odbiór
Janusz Skwara na łamach „Filmu” dał negatywną recenzję, określając Przybycie tytanów „filmowym cyrkiem” i „tanią sensacją”. Krytykował Tessariego za wahanie się co do zrobienia z filmu parodii czy jednak filmu poważnego.